# Фроманже, Жерар
Жерар Фроманже (фр. Gérard Fromanger; 6 сентября 1939, Поншатрен, Сена и Уаза — 18 июня 2021, Париж) — французский современный художник. Был причастен к художественному движению нарративная фигурация.

## Жизнь и творчество
Кроме живописи, художник занимался также скульптурой, коллажами, фотографией, кино, литографией. Ж. Фроманже — участник различных французских художественных течений и групп 1960-х — 1970-х годов, был близок к поп-арту.
Между 1964 и 1970 годами формировалась его манера творчества как монохромная. С 1968 создавал серию своих наполненных красной краской пластиковых «пузырей». Изоляция и одиночество человека в большом городе — ведущая тема в творчестве Ж. Фроманже, которую он подчёркивал выделением красным цветом вырванных из фоторепортажей фигур (напр. «Бульвар Италии» 1971).
В 2005 году была организована большая ретроспективная выставка Ж. Фроманже: Gérard Fromanger: rétrospective 1962—2005, прошедшая в различных художественных галереях Франции, Швейцарии, Бельгии и Люксембурга.
Жил и работал попеременно в Париже и в Сиене (Италия).
Умер 18 июня 2021 года в Париже.